# Dolores Vargas
María Dolores Castellón Vargas (ur. 16 maja 1936 w Barcelonie, zm. 7 sierpnia 2016 w Walencji) – hiszpańska piosenkarka i tancerka flamenco. Znana była pod pseudonimem La Terremoto (hiszp. trzęsienie ziemi), z uwagi na sceniczną ekspresję oraz warunki głosowe.

## Życiorys
Urodziła się w Barcelonie, w artystycznej rodzinie pochodzenia romskiego. Na początku lat 50. wyjechała do Madrytu, gdzie zadebiutowała w Teatro Calderón, w spektaklu flamenco Ronda ya Tiene Totero, wyreżyserowanym przez jej brata, Enrique Castellón Vargasa (znanego jako El Príncipe Gitano, hiszp. Książę Cyganów). Jej dwaj kolejni bracia, Juan José Castellón Vargas oraz Agustín Castellón Campos, również byli muzykami flamenco.
Dolores Vargas zaczęła pojawiać się w programach telewizyjnych oraz nagrywać pierwsze albumy muzyczne, jednak z uwagi na sytuację polityczną panującą w Hiszpanii i despotyczne rządy generała Franco, występowała głównie w Katalonii. Była jedną z prekursorek stylu Rumba Catalana (hiszp. rumba katalońska), który stał się jednym z najbardziej rozpoznawalnych elementów dziedzictwa kulturowego hiszpańskich Romów. Sławę przyniosły jej piosenki Achilipú, A la pelota czy La Moto, a twórczość artystki zainspirowała powstanie francuskiego zespołu Gipsy Kings.
W 1971 poślubiła swojego dalekiego kuzyna, gitarzystę Pepe Castellóna, z którym miała córkę. Po jego śmierci w 1987, wycofała się z życia artystycznego. Po zejściu Vargas ze sceny, w Hiszpanii popularne były miejskie legendy głoszące, że artystka popełniła samobójstwo lub wstąpiła do sekty Voodoo, w której przewodziła rytualnym śpiewom. W rzeczywistości artystka powróciła do Barcelony i zamieszkała z rodziną, jednak ostatnie lata życia spędziła w Xirivelli, gdzie występowała okazjonalnie w miejscowym kościele. W 2012 udzieliła pierwszego od 24 lat wywiadu, wyemitowanego w programie telewizyjnym ¡Que Tiempo tan Feliz!
Zmarła na białaczkę w Szpitalu Uniwersyteckim w Walencji. Została pochowana na cmentarzu w Xirivelli. Poświęcono jej tablicę pamiątkową na placu świętej Anny w Madrycie.